# Albium
| ❮ | System      | Serie       | Stufe         | ≈ Alter (mya) |
| ❮ | später      | später      | später        | jünger        |
| - | ----------- | ----------- | ------------- | ------------- |
| ❮ | K r e i d e | Oberkreide  | Maastrichtium | 66 ⬍ 72       |
| ❮ | K r e i d e | Oberkreide  | Campanium     | 72 ⬍ 83,6     |
| ❮ | K r e i d e | Oberkreide  | Santonium     | 83,6 ⬍ 86,3   |
| ❮ | K r e i d e | Oberkreide  | Coniacium     | 86,3 ⬍ 89,7   |
| ❮ | K r e i d e | Oberkreide  | Turonium      | 89,7 ⬍ 93,9   |
| ❮ | K r e i d e | Oberkreide  | Cenomanium    | 93,9 ⬍ 100,5  |
| ❮ | K r e i d e | Unterkreide | Albium        | 100,5 ⬍ 112,9 |
| ❮ | K r e i d e | Unterkreide | Aptium        | 112,9 ⬍ 126,3 |
| ❮ | K r e i d e | Unterkreide | Barremium     | 126,3 ⬍ 130,7 |
| ❮ | K r e i d e | Unterkreide | Hauterivium   | 130,7 ⬍ 133,9 |
| ❮ | K r e i d e | Unterkreide | Valanginium   | 133,9 ⬍ 139,3 |
| ❮ | K r e i d e | Unterkreide | Berriasium    | 139,3 ⬍ 145   |
| ❮ | früher      | früher      | früher        | älter         |

Das Albium (im deutschen Sprachgebrauch häufig auch verkürzt zu Alb, seltener auch Albien) ist in der Erdgeschichte die Bezeichnung für eine chronostratigraphische Stufe in der höchsten Unterkreide. Der geochronologische Zeitraum erstreckt sich von etwa 112,9 bis vor etwa 100,5 Millionen Jahre. Das Albium folgt auf das Aptium und wird vom Cenomanium abgelöst.

## Namensgebung und Geschichte
Die Stufe wurde 1842 von Alcide Dessalines d’Orbigny vorgeschlagen und nach dem französischen Fluss Aube (lat. Albia) benannt. Die Namensgleichheit der geologischen Stufe Alb(ium) und der Regionsnamen Schwäbische Alb und Fränkische Alb beruht auf Zufall.

## Definition und GSSP
Die Basis der Stufe ist durch das Erstauftreten der Coccolithophoriden-Art Praediscosphaera columnata definiert, das Ende der Stufe durch das Erstauftreten der Foraminiferen-Art Rotalipora globotruncanoides. Ein GSSP (globale Typlokalität und Typprofil) wurde 2016 festgelegt.

## Untergliederung
Für das Albium werden die Unterstufen Unter-, Mittel- und Oberalbium ausgewiesen.
Regional wird das Albium außerdem noch in die Unterstufen Gaultium und Vraconium untergliedert.

## Gesteine des Albs in Deutschland
Eine typische marine Gesteinsbildung in Deutschland ist der Flammenmergel beispielsweise im Bereich der Sack-Mulde im Süden Niedersachsens.